# Liolaemus pseudolemniscatus
Liolaemus pseudolemniscatus är en ödleart som beskrevs av  Lamborot 1990. Liolaemus pseudolemniscatus ingår i släktet Liolaemus och familjen Tropiduridae. Inga underarter finns listade i Catalogue of Life.